# Arundinella tuberculata
Arundinella tuberculata är en gräsart som beskrevs av William Munro och José Camilla Lisboa. Arundinella tuberculata ingår i släktet Arundinella och familjen gräs. Inga underarter finns listade i Catalogue of Life.